# Anzano del Parco
Anzano del Parco – miejscowość i gmina we Włoszech, w regionie Lombardia, w prowincji Como.
Według danych na rok 2004 gminę zamieszkiwało 1619 osób, 539,7 os./km².